# تاممیسالو
تامْمیسالو (به فنلاندی: Tammisalo) یک منطقهٔ مسکونی در فنلاند است که در هلسینکی واقع شده‌است. تاممیسالو ۰٫۷۳ کیلومتر مربع مساحت و ۲٬۱۸۳ نفر جمعیت دارد.